# 香蕉計劃
香蕉計劃（英語：Shanghai Project Banana Co., Ltd.）全稱上海香蕉計劃文化發展有限公司，或稱「香蕉娛樂」，由中国地产大亨王健林之子王思聰於2015年在中國上海創辦。後由麻聞多接替王思聰擔任香蕉娛樂董事長，香蕉娛樂在麻聞多管理下主營經紀、音樂、演出、綜藝、影視、直播等多重業務板塊。旗下知名藝人包括林彥俊、尤長靖、傅菁、強東玥、姜京佐、白子奕等。作為中國大陸頭部偶像經紀公司，香蕉娛樂成立至今已為市場輸送眾多新生代偶像和優質作品，在大陸有著強大的市場影響力。

## 公司歷史
- 2015年8月香蕉計畫首次曝光。王思聰公開宣佈簽約韓國女子組合T-ara，並成立經紀公司香蕉計劃。[1]
- 2015年9月2日，王思聰一口氣註冊了4家新公司，分別為上海香蕉計劃體育文化有限公司、上海香蕉計劃演出經紀有限公司、上海香蕉計劃電子遊戲有限公司和上海香蕉計畫音樂遊戲公司。每家的註冊資本均為1000萬人民幣，股東均為王思聰和最早成立的上海香蕉計劃文化發展有限公司。
- 2015年12月22日，香蕉體育正式成立，而11月剛剛離開央視的段暄則擔任香蕉體育的CEO，負責香蕉體育的運營和管理。
- 2016年1月，簽約韓國女團EXID。[2]
- 2016年6月，簽約韓國女團Miss A前中國成員孟佳。[3]
- 2016年開始，香蕉娛樂開啟全球訓練生招募，累計報名人數70萬+，簽約人數80+。同年12月，香蕉娛樂首批練習生「Trainee 18」成軍，18名男女練習生包括尤長靖、高茂桐、李若天、應俊、林超澤、林彥俊、邱治諧、貝汯璘、陸定昊、姜京佐、周俊傑、蔡作園、強東玥、曾妮（現稱：曾可妮）、王亦然、王曼君、劉尼夷、傅菁。[4]
- 2017年4月，香蕉娛樂舉辦首個本土原創音樂節IP「B.I.G嘉年華」，融合運動、潮流等多個文化板塊的音樂節模式，單日人流量超15000人。
- 2018年4月，香蕉娛樂練習生林彥俊、尤長靖於愛奇藝偶像男團競演養成類真人秀《偶像練習生》總決賽上分別以總票數第五名和第九名，成功作為中國男子組合NINE PERCENT成員出道，是香蕉計劃首批自主培養出的藝人。[5]
- 2018年6月，香蕉娛樂女練習生傅菁於騰訊視頻偶像女團競演養成類真人秀《創造101》總決賽上以總票數第十名，成功作為中國女子組合火箭少女101的成員出道。
- 2019年1月，香蕉娛樂自製微綜藝《香蕉沖呀》上線； 4月26日，百事公司旗下果味碳酸飲料品牌美年達，攜手國內娛樂公司香蕉娛樂開啟2019年戰略合作發布會； 6月19日，香蕉娛樂與愛奇藝聯合出品的《我們的演唱會》原創音樂真人秀節目，正式登陸愛奇藝，是中國首個線上線下聯動式「家族演唱會」，平臺累計播放量破億，同期綜藝熱度TOP10，線下演唱會觀眾人數上萬，上座率100%；7月，攜手韓國娛樂公司RBW共同開啟第三屆「TRAINEE18」全球訓練生招募。
- 2020年2月，自製微綜藝《香蕉宅計劃》上線；7月，首部自製微劇《那時的我，現在的我》騰訊視頻上線。
- 2021年，香蕉娛樂轉型為潮流內容生產商，業務重心從偶像經紀轉向簽約說唱歌手、先鋒導演等，公司涉足影視投資與製作，計劃通過作品創作和線下演出等形式培養新人。5月，推出國內首個嘻哈女子組合MINT-X，出道時斬獲各大平臺熱搜榜單。
- 2021年2 月，香蕉娛樂旗下藝人姜京佐和趙瑾堯參加愛奇藝青年勵誌綜藝節目《青春有你3》收獲超高人氣；2月25日，香蕉娛樂自製微綜藝《香蕉宅計劃》第二季在騰訊視頻上線；6-7月，香蕉娛樂主辦旗下藝人強東玥「來場120分鐘的戀愛吧」音樂分享會；7-8月，香蕉娛樂聯合主辦旗下藝人姜京佐《Monster》新歌首唱會+寫真簽售會；10月10日，舉辦「香蕉娛樂DREAM X PLAN公演舞臺」，公演門票5秒內全部售罄。
- 2023年1月8日，香蕉娛樂聯合出品的奇幻甜寵網劇《公子不可求》在優酷正式播出，平臺累計播放量破千萬，熱度較高。香蕉娛樂團隊參與該劇原聲帶打造，公司旗下多位藝人演唱劇中ost。
- 2024年3月9日，香蕉娛樂練習生白子奕於香港TVB和優酷國際聯合播出的亞洲偶像男團選秀節目《亞洲超星團》總決賽上以總票數第六名，成功作為中國男子組合Loong9成員出道。

## 旗下藝人
| 男歌手             | 男歌手             | 男歌手 |
| ------------------ | ------------------ | ------ |
| 林彥俊 （2018 - ） | 尤长靖 （2018 - ） |        |
| 女歌手             |                    |        |
| 傅菁 （2018 - ）   | 强东玥 （2018 - ） |        |
| 組合               |                    |        |
| TANGRAM （2018-）  | MINT-X （2022-）   |        |

| Trainee18                                              | Trainee18                          | Trainee18                                               | Trainee18                          |
| 男練習生                                               | 男練習生                           | 男練習生                                                | 男練習生                           |
| ------------------------------------------------------ | ---------------------------------- | ------------------------------------------------------- | ---------------------------------- |
| 应俊 （第一期）                                        | 周俊杰 （第一期）                  | 蔡作园 （第一期）                                       | 杜天宇 （第二期）                  |
| 蔡鑫 （第二期）                                        | 石佳豪 （第二期）                  | 林晟光 （第二期）                                       | 倪瑞彤 （第二期）                  |
| 曾纲杰 （第二期） 創造營2019參賽者                     | 車慧軒 （第二期） 青春有你參賽者   | 賈師晨 （第二期）                                       | 劉軒羽 （第二期）                  |
| 李波 （第二期）                                        | 唐寿良 （第二期）                  | 張里鋒 （第二期）                                       | 付雪岩 （第二期）                  |
| 孔鑫鋒 （第二期）                                      | 黃震宇 （第二期） 创造营2019参赛者 | 胡順圣 （第二期）                                       | 蔡宇軒 （第二期）                  |
| 黃元昊 （第二期）                                      | 劉宇昊 （第二期）                  | 鄒沐霖 （第二期）                                       | 羅尹彤 （第二期）                  |
| 陳郁佳 （第二期） 創造營2019參賽者                     | 黃威任 （第二期）                  | 王辰博 （第二期）                                       | 徐承宏 （第二期）                  |
| 林煜修 （第二期）                                      | 吳旻樺 （第二期）                  | 李皇逸 （第二期） 青春有你參賽者                        | 王喆 (第二期） 青春有你參賽者      |
| 姜京佐 (第一期） 偶像練習生參賽者 青春有你3參賽者      | 趙瑾堯 (第四期） 青春有你3參賽者   |                                                         |                                    |
| 女練習生                                               |                                    |                                                         |                                    |
| 王曼君 （第一期） 創造101參賽者                        | 王亦然 （第一期） 創造101參賽者    | 刘尼夷 （第一期） 創造101參賽者                         | 歐斯卡 （第二期）                  |
| 朱文琪 （第二期）                                      | 陳文慧 （第二期）                  | 謝文琦 （第二期）                                       | 陶柔靜 （第二期）                  |
| 林瑾 （第二期）                                        | 高歡 （第二期）                    | 粟欽柔 （第二期） 青春有你2參賽者                       | 陳彥羽 （第二期）                  |
| 金果 （第二期）                                        | 王曼羽 （第二期）                  | 林慧博 （第二期） 青春有你2參賽者                       | 王姝慧 （第二期） 青春有你2參賽者  |
| 薛昱欣 （第二期）                                      | 金珈琪 （第二期）                  | 衛倩妮 （第二期）明日之子第三季參賽者                   | 李保怡 （第二期） 創造營2020參賽者 |
| 吉楊柳 （第二期）明日之子第三季參賽者 創造營2020參賽者 | 黃碧茵 （第二期） 創造營2020參賽者 | 呂韵彤 （第二期）                                       | 袁思雯 （第二期）                  |
| 陳尚瑩 （第二期）                                      | 孫瑋瑋 （第二期）                  | 潘俊丹 （第二期）                                       | 黃小蕓 （第二期）                  |
| 魯莉娜 （第二期）                                      | 蘇暢 （第二期）                    | 李夢琦 （第二期） 明日之子第三季參賽者 創造營2020參賽者 |                                    |

## 已解約藝人
- 周二珂（2016 - 2018）
- T-ara（2015 - 2017）
- 陸定昊（2016-2019）
- EXID  ( 2016 - 2019）
- 孟佳  ( 2016 - 2019）
- 林超泽  ( 2016 - 2019）